# Eparchie omská
Eparchie omská je eparchie ruské pravoslavné církve nacházející se v Rusku.

## Území a titul biskupa
Zahrnuje správní hranice území městského okruhu Omsk, také Azovského, Marjanovského, Omského a Tavričeského rajónu Omské oblasti.
Eparchiálnímu biskupovi náleží titul biskup omský a tavričeský.

## Historie
Otázka zřízení samostatné omské eparchie jejím oddělením od tobolské eparchie, byla projednávána na Radě sibiřských arcipastýřů v roce 1885. Vytvoření nové eparchie mělo za cíl zlepšit lidovou morálku, posílit náboženský život sibiřských farností či vymýtit schizma.
Roku 1887 byla Nejsvětějším synodem zřízena zvláštní komise, která měla za úkol stvořit návrh na oddělení omské eparchie od tobolské a předložit jej tobolské duchovní správě. Tobolská správa se však rozhodla vytvořit jen omský vikariát.
Nejsvětější synod s tímto rozhodnutím nesouhlasil a 18. února 1895 schválil car Mikuláš II. Alexandrovič dekret o zřízení nové eparchie.
Konec 20. a 30. let 20. století byl charakterizován přiostřováním boje vlády SSSR proti náboženství. Došlo k hromadnému zatýkání duchovních a věřících, zavírání a ničení chrámů a umělému zkomplikování procesu registrace farností.
V roce 1937 začala masová zavírací kampaň. Naprostá většina představitelů episkopátu a duchovenstva byla zatčena a následně zastřelena. Po uzavření chrámu sv. Mikuláše v Ignatovce v roce 1939 nezůstaly v eparchii prakticky žádné fungující chrámy. Na podzim 1939 měl Moskevský patriarchát pro celou SSSR pouze 2 vládnoucí a vikarijní biskupy, resp. od roku 1937 do roku 1942 nebyl na území Sibiře jediný vládnoucí biskup, proto všechny sibiřské eparchie přestaly existovat.
V letech 1942-1943 se na neokupovaném území země začaly znovu otevírat chrámy. Nejpozději roku 1945 byl v Omské oblasti vytvořeno blahočiní pod jurisdikcí novosibirské eparchie. Koncem roku 1946 byla obnovena omská eparchie. Omský biskup Alexij (Pantělejev) zajistil aby 29. května 1947 byly farnosti Ťumeňské oblasti součástí Omské eparchie a tím vznikla eparchie omsko-ťumeňská.
Od roku 1988 došlo k navrácení chrámu a zakládání nových. Ve dne 25. až 26. ledna 1990 přešla Ťumeňská oblast do obnovené tobolské eparchie.
Dne 6. června 2012 byla rozhodnutím Svatého synodu zřízena z části území eparchie nová eparchie tarská, eparchie kalačinská a eparchie isilkulská. Tyto eparchie byly včleněny do nově vzniklé omské metropole.

## Seznam biskupů
- 1895–1900 Grigorij (Poletajev)
- 1901–1903 Sergij (Petrov)
- 1903–1905 Michail (Jermakov)
- 1905–1911 Gavriil (Golosov)
- 1911–1913 Vladimir (Puťata)
- 1913–1914 Andronik (Nikolskij), svatořečený mučedník
- 1914–1915 Arsenij (Timofejev)
- 1915–1920 Silvestr (Olševskij), svatořečený mučedník
- 1920–1922 Dimitrij (Bělikov)
- 1921–1922 Viktor (Bogojavlenskij), dočasný administrátor
- 1924–1924 Vissarion (Zorin)
- 1924–1925 Ioannikij (Sokolovskij)
- 1925–1928 Viktor (Bogojavlenskij)
- 1929–1930 Arkadij (Jeršov), svatořečený mučedník
- 1930–1931 German (Kokel), svatořečený mučedník
- 1931–1935 Alexij (Stěpanovič Orlov), svatořečený mučedník
- 1935–1936 Antonij (Milovidov)
- 1937–1937 Filipp (Stavickij)
- 1937–1938 Fotij (Purlevskij)
  - 1938–1946 eparchie neobsazena
- 1946–1948 Alexij (Pantělejev)
- 1948–1949 Palladij (Šerstěnnikov)
- 1949–1952 Juvenalij (Kilin)
- 1952–1956 Nikandr (Voljannikov)
- 1955–1956 Venedikt (Pljaskin), dočasný administrátor
- 1956–1958 Veniamin (Novickij)
- 1958–1959 Mstislav (Volonsevič)
- 1958–1958 Venedikt (Pljaskin), dočasný administrátor
- 1959–1961 Sergij (Larin)
- 1961–1962 Venedikt (Pljaskin), dočasný administrátor
- 1962–1963 Jermogen (Golubev)
- 1963–1963 Ilarion (Prochorov)
- 1963–1969 Nikolaj (Kutěpov)
- 1969–1972 Andrej (Suchenko)
- 1972–1974 Mefodij (Menzak)
- 1974–1974 Gedeon (Dokukin), dočasný administrátor
- 1974–1986 Maxim (Krocha)
- 1986–2011 Feodosij (Procjuk)
- 2011–2023 Vladimir (Ikim)
- od 2023 Dionisij (Porubaj)